# Bogdan Zdrojewski

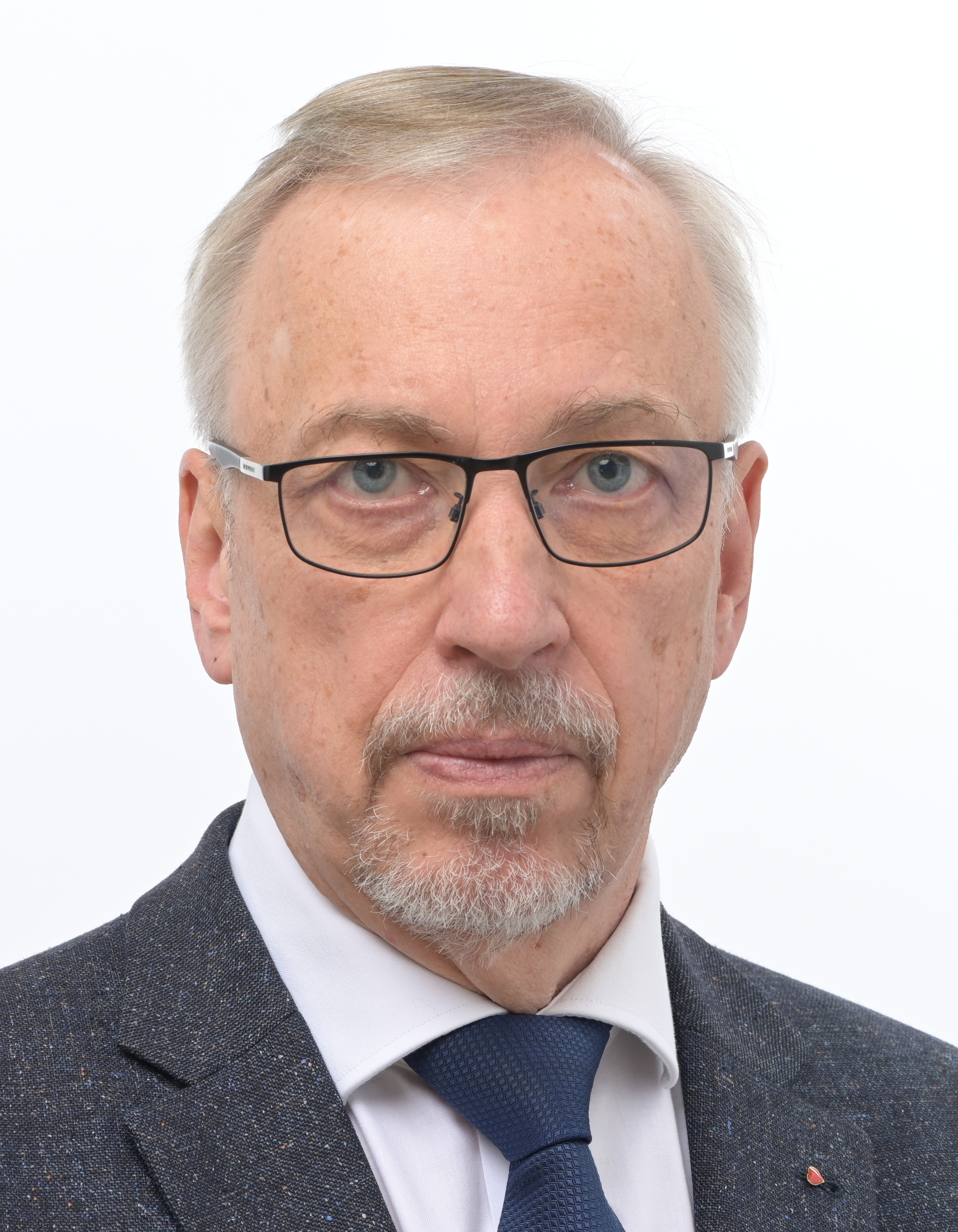
Bogdan Zdrojewski (2024)

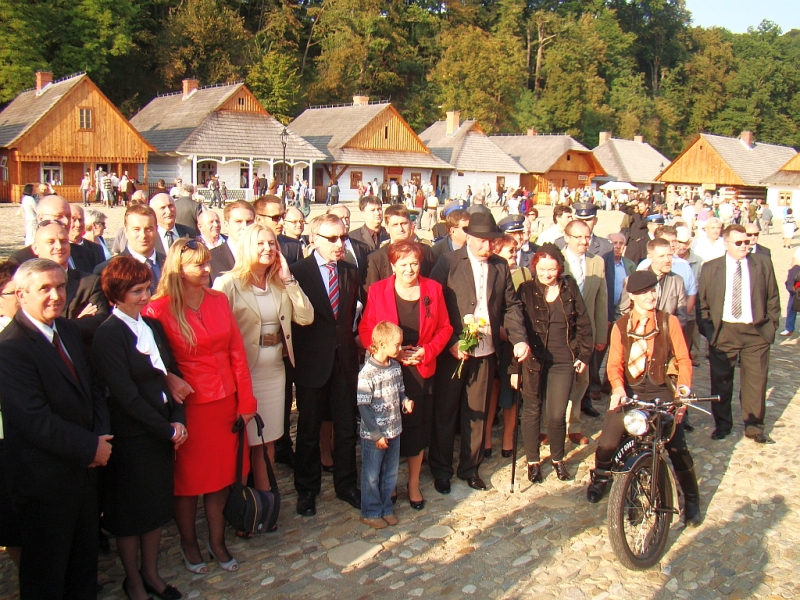
Marktplatzeröffnung im Freilichtmuseum Sanok durch Minister Zdrojewski, am 16. September 2011

Bogdan Andrzej Zdrojewski (* 18. Mai 1957 in Kłodzko) ist ein polnischer Politiker (PO). Von 2007 bis 2014 war er Minister für Kultur und nationales Erbe in der Regierung von Donald Tusk. Dem Senat der Republik Polen gehörte er von 1997 bis 2000 und von 2019 bis 2023 an. Er war von 2001 bis 2014 und 2023/24 Mitglied des IV., V., VI., VII. und X. Sejm. Dort war er 2006/07 PO-Fraktionsvorsitzender. Von 2014 bis 2019 war er und ist seit 2024 erneut Mitglied des Europaparlaments.

## Leben und Beruf
Von 1964 bis 1972 besuchte Bogdan Zdrojewski die Adam-Mickiewicz-Grundschule Nr. 1 in Kłodzko. Anschließend ging er in seiner Heimatstadt auf das Berufsgymnasium (Liceum Zawodowe ), bevor seine Familie 1975 nach Breslau (Wrocław) umzog und er das dortige Berufsgymnasium Nr. 4 besuchte. Ab 1976 war er beim staatlichen Bahnunternehmen Polskie Koleje Państwowe angestellt, zuerst als Juniormaschinist im Bahnwerk Wrocław Brochów, von 1976 bis 1977 als Beamter (Adiunkt Kolei Państwowych). 1977 bis 1979 studierte er Betriebswirtschaftslehre, 1978 begann er eine Fachschulausbildung zum Fotografen, brach diese aber 1979 ab. 1979 bis 1983 studierte er an der Universität Breslau, die er mit einem Magister für Philosophie verließ. 1982, während seines Studiums, heiratete er, und im Jahr darauf wurde seine Tochter geboren, 1984 sein Sohn. 1983 bis 1989 war er Angestellter am Lehrstuhl für Soziologie und Gemeinschaftspolitik an der Wirtschaftsakademie Breslau (Akademia Ekonomiczna we Wrocławiu). 1982 begann er auch sein Kulturstudium, das er 1987 mit einem Magister (mgr Kulturoznawstwa) abschloss. 1985 musste er diese Tätigkeit für seinen Wehrdienst unterbrechen, den er bei Kędzierzyn-Koźle in einer Artillerie-Abteilung leistete. 1989 wechselte er innerhalb der Breslauer Universität an das Institut für Soziologie. 1990 begann er ein Doktorandenstudium. Er war von 1994 bis 1997 Mitglied des Aufsichtsrates der Kredyt Bank S.A. und von 2003 bis 2005 Verwaltungsdirektor für Thyssen Polska.
Zu den Hobbys von Bogdan Zdrojewski gehört das Fotografieren, seine Fotos hat er bei verschiedenen Ausstellungen vorgestellt. Zdrojewski ist mit der Senatorin-Abgeordneten Barbara Zdrojewska verheiratet, mit der er zwei Kinder hat.

## Politik
Zdrojewski wurde 1982 Mitglied des Unabhängigen Studentenverbandes (Niezależne Zrzeszenie Studentów) und blieb dies bis 1984. Er war Mitglied der Solidarność in Breslau. Nach der Wiederzulassung der Gewerkschaft 1989 gründete und leitete er das Sozialforschungszentrum der Solidarność Niederschlesien. Er wurde am 4. Juni 1990 Präsident der Stadt Breslau. Dies blieb er bis zum 1. September 2001. Parallel dazu war er von 1990 bis 2001 Mitglied des Gemeinderates und 1997 bis 2000 Senator Polens. Während der Oderflut 1997 stieg seine Popularität deutlich an, da sein persönlicher Einsatz bei diesem Ereignis breit gewürdigt wurde. 2001 erhielt er für die Platforma Obywatelska einen Sitz im Sejm. Bei der Wahl 2005 wurde er wiedergewählt. Am 5. Dezember 2006 wurde er Vorsitzender der Fraktion der PO im Sejm. Bei den Parlamentswahlen in Polen 2007 erhielt er in seinem Wahlbezirk Breslau 213.883 Stimmen. Am 16. November 2007 wurde er als Kulturminister vereidigt. Auch 2011 gelang ihm der erneute Einzug in den Sejm.
Bei der Europawahl 2014 wurde er in das Europäische Parlament gewählt.  Daraufhin schied er aus dem Sejm und der Regierung aus. 2019 kandidierte er nicht erneut für das Europaparlament. Stattdessen wurde er erneut in den polnischen Senat gewählt. Bei der Wahl 2023 gelang ihm dann die Rückkehr in den Sejm. Dort wurde er Vorsitzender des Ausschusses für Kultur und Medien. Bereits ein gutes halbes Jahr später wurde er jedoch bei der Europawahl 2024 zum zweiten Mal in das Europaparlament gewählt. Daraufhin schied er wieder aus dem Sejm aus.

## Auszeichnungen
Bogdan Zdrojewski wurde 1998 durch Johannes Paul II. mit dem Kommandeurkreuz des Ordens des Heiligen Silvester ausgezeichnet. Der deutsche Bundespräsident verlieh ihm 2001 das Bundesverdienstkreuz I. Klasse. Im selben Jahr erhielt er das Goldene Verdienstkreuz der Republik Polen. Mit dem Großkreuz des Portugiesischen Verdienstordens wurde er 2008 ausgezeichnet. 2012 wurde er zum Kommandeur mit Stern des Norwegischen Verdienstordens, zum Kommandeur des monegassischen Ordens des heiligen Karl und zum Kommandeur der Ehrenlegion ernannt und mit dem Sächsischen Verdienstorden sowie dem Großkreuz des Verdienstorden Pro Merito Melitensi ausgezeichnet. Die Stadt Breslau verlieh ihm 2013 den Ehrenbürgertitel Civitate Wratislaviensi Donatus. Im selben Jahr wurde er zum Großoffizier des lettischen Verdienstordens und zum Großoffizier des griechischen Ordens der Ehre ernannt. 2014 erhielt er das Offizierskreuz des Ordens Polonia Restituta und erhielt das Großkreuz des Ordens von Oranien-Nassau und dem estnischen Marienlandorden I. Klasse ausgezeichnet. 2015 wurde ihm der japanische mehrfarbige Orden der Aufgehenden Sonne am Band verliehen.